# Puccinia coronata
Puccinia coronata Corda – gatunek grzybów należący do rodziny rdzowatych (Pucciniaceae). Grzyb mikroskopijny, pasożyt wywołujący chorobę owsa zwaną rdzą koronową owsa.

## Systematyka i nazewnictwo
Pozycja w klasyfikacji według Index Fungorum: Puccinia, Pucciniaceae, Pucciniales, Incertae sedis, Pucciniomycetes, Pucciniomycotina, Basidiomycota, Fungi.
Badania molekularne sugerują dużą zmienność genetyczną w obrębie gatunku. Wydaje się, że przedstawiciele Puccinia coronata należą do siedmiu linii filogenetycznych, które można odróżnić na podstawie specyficzności względem żywiciela, morfologii, ewentualnie za pomocą badań genetycznych. Są to: P. coronata, P. coronati-agrostidis, P. coronati-brevispora, P. coronati-calamagrostidis, P. coronati-hordei, P. coronati-japonica, P. coronati-longispora. Linia Puccinia coronata dzieli się jeszcze na odmianę P. coronata var. avenae oraz P. coronata var. coronata. Pierwsza odmiana składa się z dwóch form: f. sp. avenae oraz f. sp. graminicola. Rdza koronowa posożytująca na owsie należy do P. coronata var. avenae f. sp. avenae. Według Index Fungorum jednak są to synonimy. Opisano jeszcze wiele innych form i odmian, wszystkie jednakże według Index Fungorum są synonimami. Pozostałe synonimy:

- Aecidium crassum Pers. 1801
- Aecidium frangulae Schumach. 1803
- Aecidium irregulare DC. 1805
- Aecidium rhamni J.F. Gmel. 1792
- Caeoma crassatum Link 1825
- Dicaeoma gibberosum (Lagerh.) Kuntze 1898
- Dicaeoma rhamni (J.F. Gmel.) Kuntze 1792
- Puccinia calamagrostidis P. Syd. 1892
- Puccinia coronata Peturson 1934
- Puccinia coronati-hordei M. Liu & Hambl. 2013
- Puccinia epigejos S. Ito 1909
- Puccinia gibberosa Lagerh. 1888
- Puccinia lolii E. Nielsen 1875
- Puccinia rangiferina S. Ito 1909
- Puccinia rhamni (J.F. Gmel.) Wettst. 1886
- Solenodonta coronata (Corda) Syd. 1921
- Solenodonta epigejos (S. Ito) Syd. 1921
- Solenodonta gibberosa (Lagerh.) Syd. 1921
- Solenodonta rangiferina (S. Ito) Syd. 1921

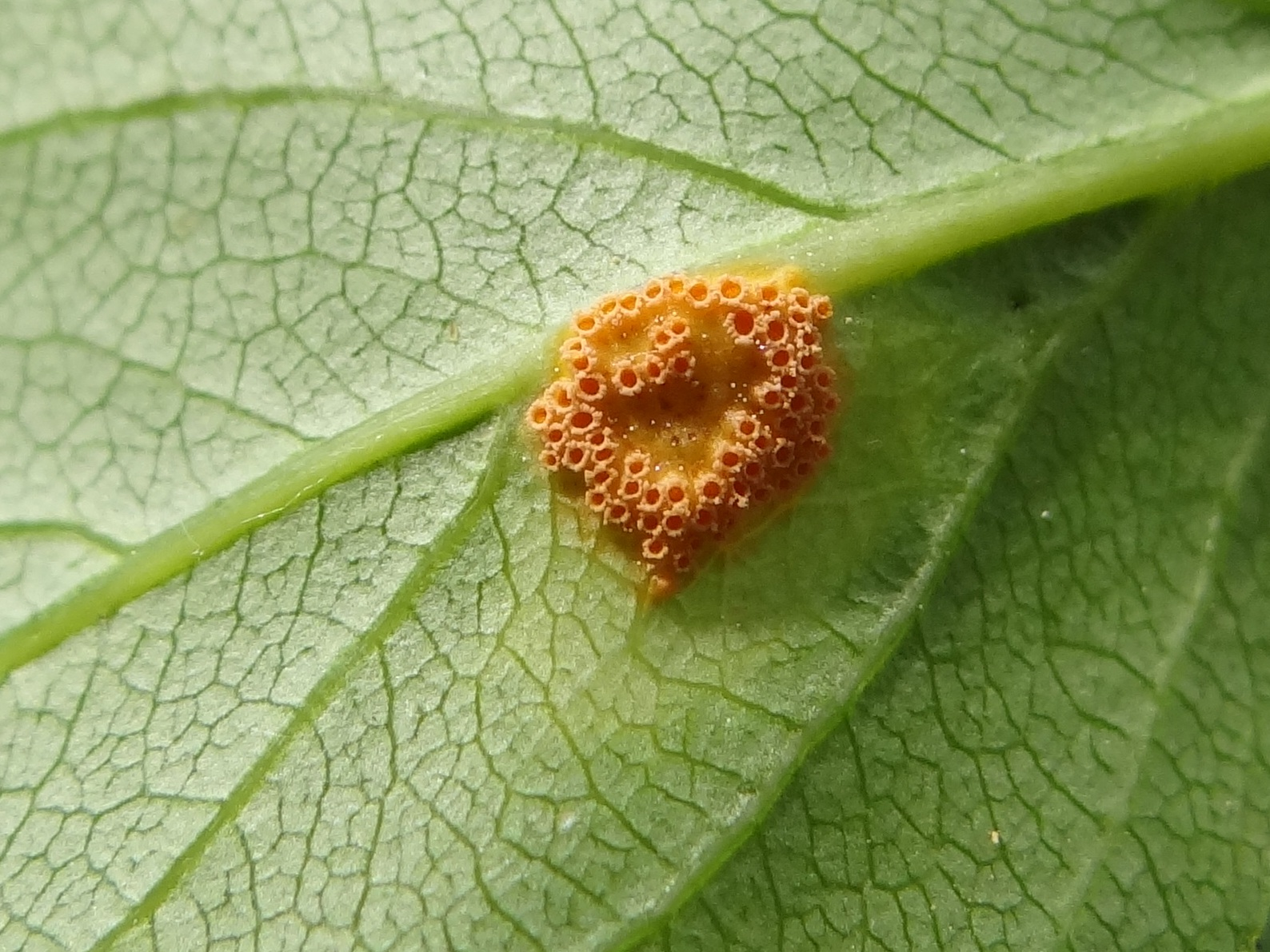
Ecja na liściu szakłaku
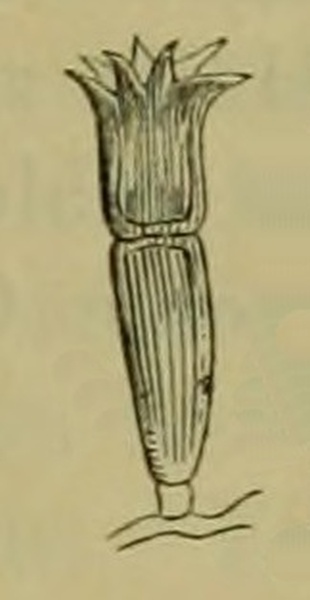
Ecjum
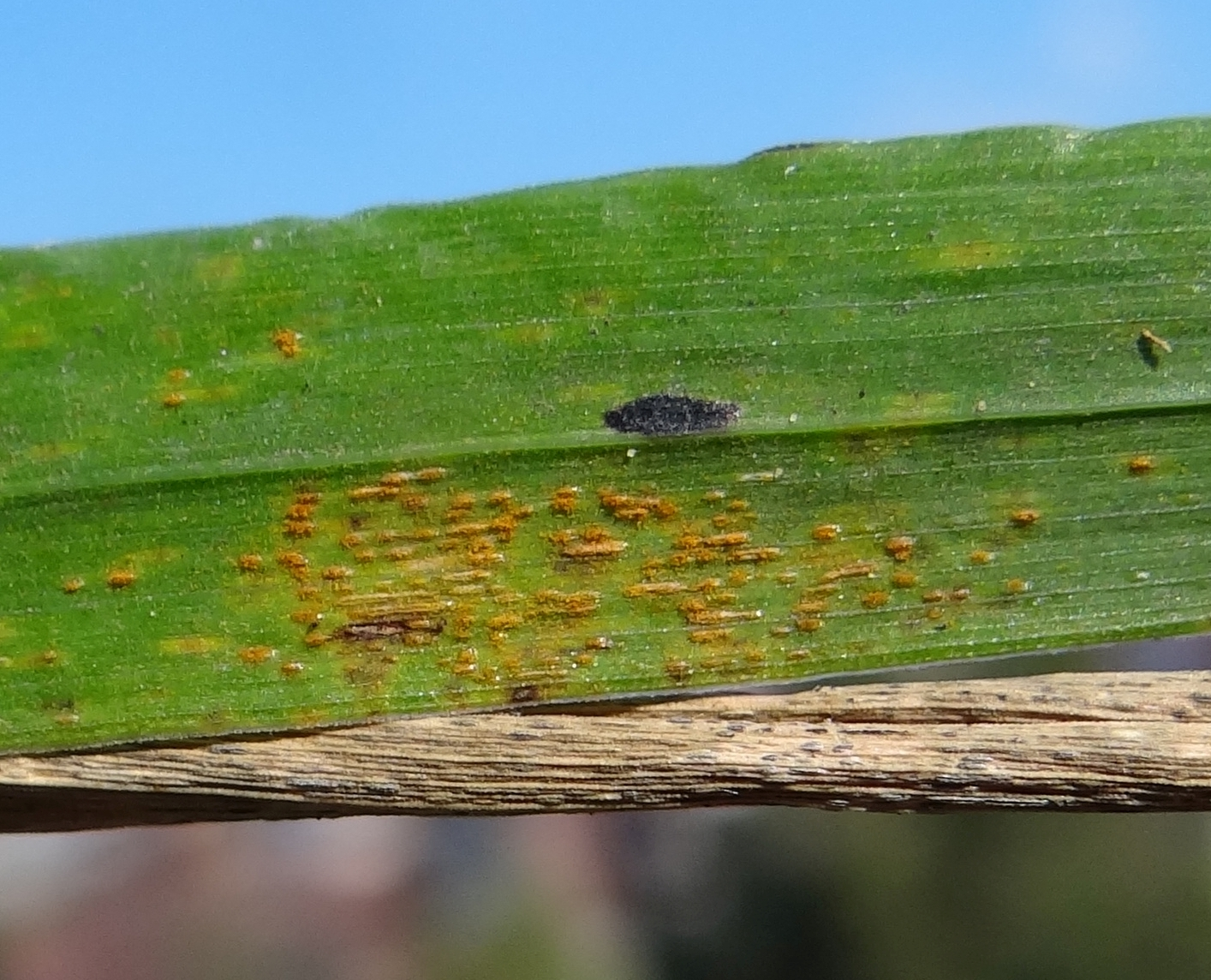
Telia na liściach trawy
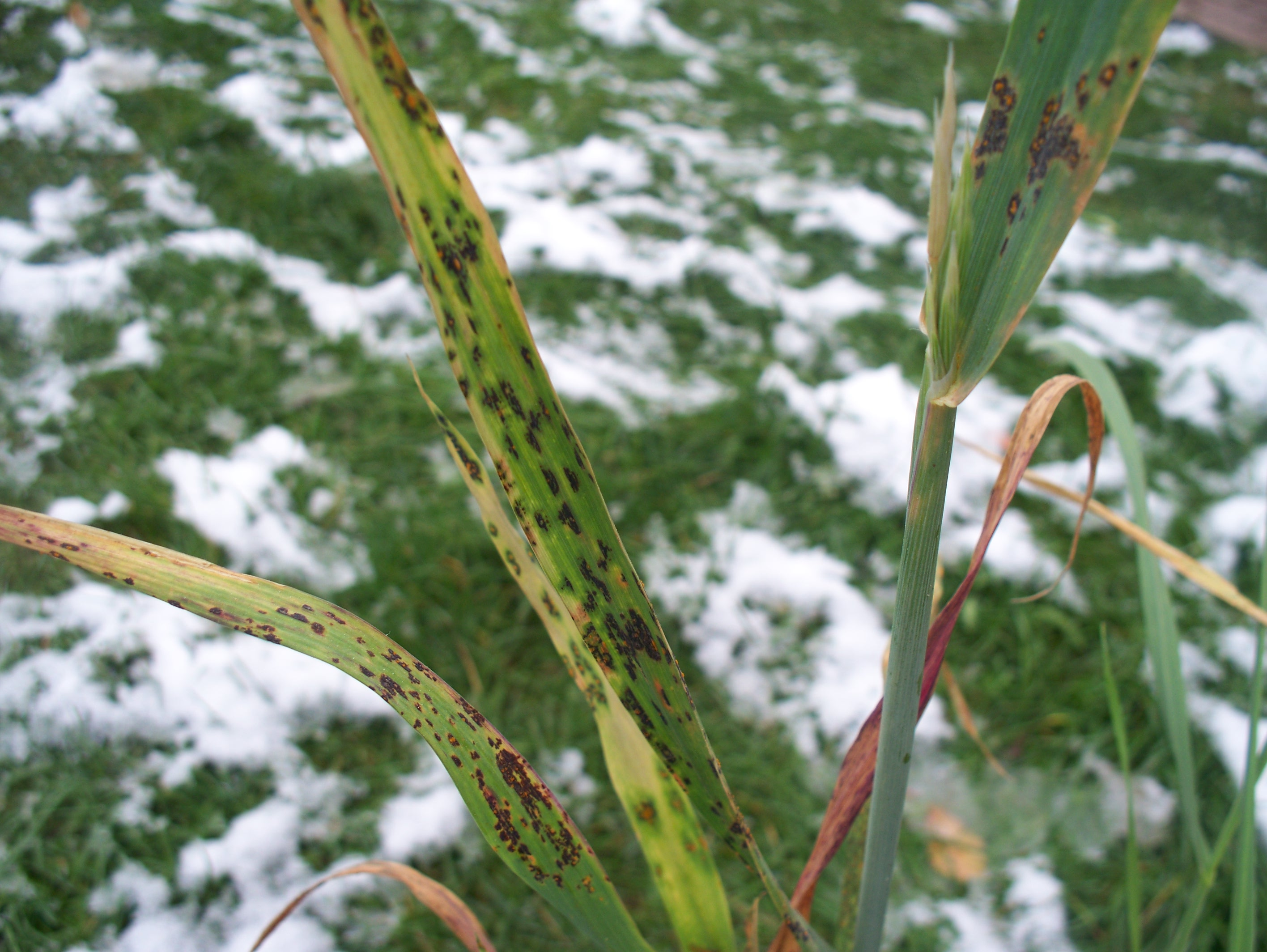
Uredinia na liściu trawy
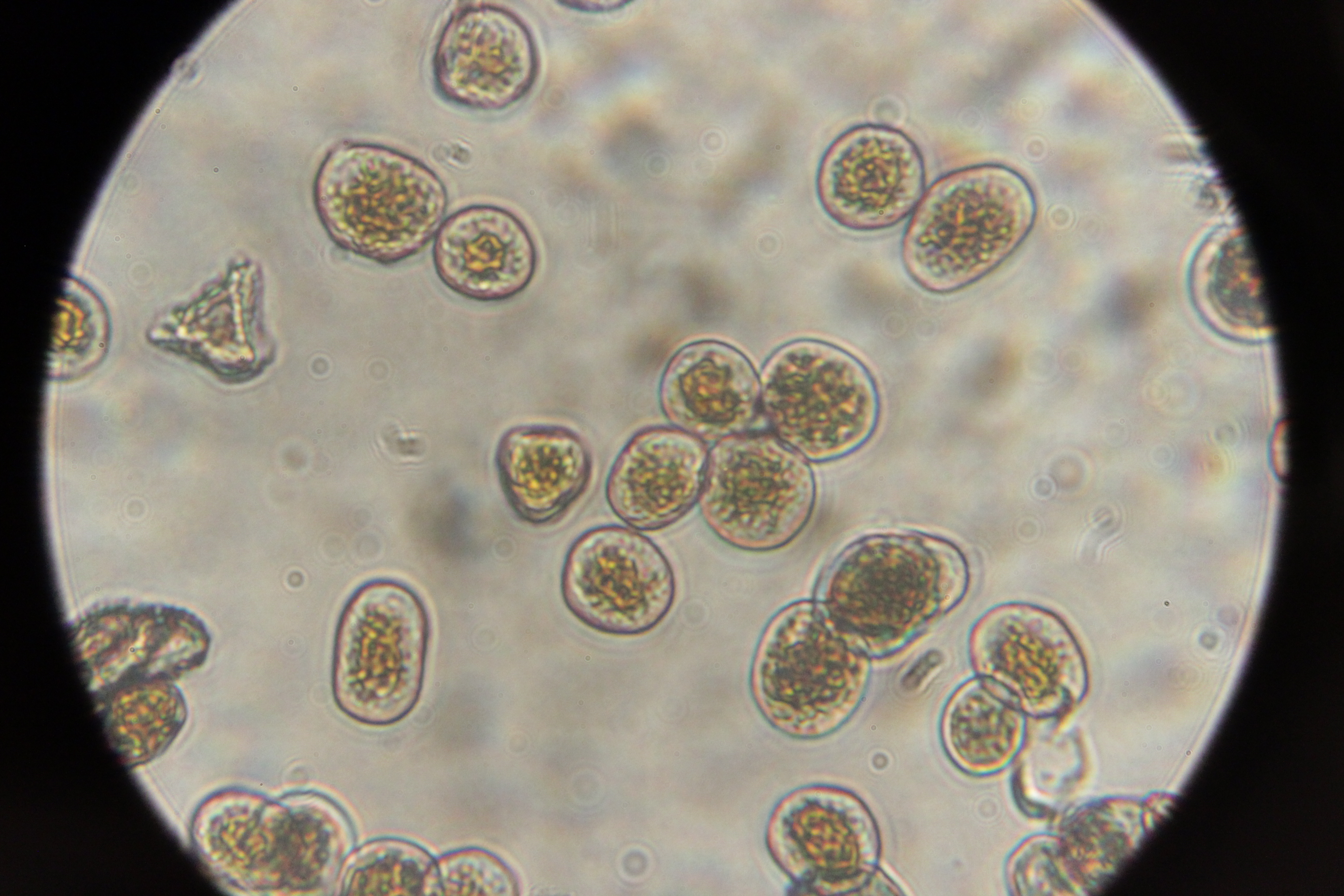
Zarodniki

## Cykl życiowy
Po zimie teliospory przetrwałe na resztkach traw kiełkują w podstawki, które w wyniku podziału redukcyjnego wytwarzają bazydiospory. Te z kolei mogą rozwijać się na organizmie żywiciela pośredniego, którym jest szakłak pospolity lub kruszyna pospolita. Na jego liściach rozwijają się kolejno pyknidia na stronie wierzchniej i ecja na spodniej stronie blaszek. Stadium pośrednie między wspomnianymi formami stanowią pykniospory wędrujące poprzecznie przez tkanki liścia. Następną formę inwazyjną stanowią ecjospory produkowane w ecjach, skąd rozprzestrzeniają się w środowisku. Za ich pośrednictwem wiosną na jęczmieniu mogą zostać wytworzone pasożytnicze uredia już w fazie trzech liści. Na urediach wytwarzane są urediospory, które infekują zboża z wytworzeniem kolejnych urediów. Cykl uredia-urediospory-uredia powtarza się wiele razy podczas sezonu wegetacyjnego. Rozprzestrzeniane przez wiatr urediospory mogą rozprzestrzeniać grzyba na pewne odległości od organizmu żywiciela pierwotnego. Zasięg rozprzestrzeniania się pasożyta w ciągu sezonu wegetacyjnego może wynosić setki kilometrów.

## Występowanie
Uredinia bądź telia można spotkać u wielu gatunków traw (Poaceae) należących do rodzajów mietlica (Agrostis), rajgras (Arrhenatherum), stokłosa (Bromus), trzcinnik (Calamagrostis), perz (Elymus), kostrzewa (Festuca), manna (Glyceria), kłosówka (Holcus), jęczmień (Hordeum), życica (Lolium), wiechlina (Poa) itp. Żywicielem pośrednim jest szakłak pospolity lub kruszyna pospolita.